# Posen (Míchigan)
Posen es una villa ubicada en el condado de Presque Isle en el estado estadounidense de Míchigan. En el Censo de 2010 tenía una población de 234 habitantes y una densidad poblacional de 90,44 personas por km².

## Geografía
Posen se encuentra ubicada en las coordenadas 45°15′44″N 83°41′56″O / 45.26222, -83.69889. Según la Oficina del Censo de los Estados Unidos, Posen tiene una superficie total de 2.59 km², de la cual 2.59 km² corresponden a tierra firme y (0%) 0 km² es agua.

## Demografía
Según el censo de 2010, había 234 personas residiendo en Posen. La densidad de población era de 90,44 hab./km². De los 234 habitantes, Posen estaba compuesto por el 96.15% blancos, el 0% eran afroamericanos, el 1.28% eran amerindios, el 0% eran asiáticos, el 0.43% eran isleños del Pacífico, el 0% eran de otras razas y el 2.14% pertenecían a dos o más razas. Del total de la población el 0% eran hispanos o latinos de cualquier raza.